# Дуброва (Червенський район)
Дуброва (біл. вёска Дубрава) — село в складі Червенського району Мінської області, Білорусь. Село підпорядковане Червенській сільській раді, розташоване в центральній частині області.